# Дилейни, Роб
Роберт Арчер Дилейни (англ. Robert Archer Delaney; род. 19 января 1977, Марблхед, Массачусетс) — американский комик, актёр, писатель и активист. Он был соавтором и актёром телесериала «Катастрофа», а также снимался в таких комедийных фильмах, как «Дэдпул 2» (2018) и «Том и Джерри» (2021).

## Ранние годы
Дилейни родился в Бостоне, штат Массачусетс, 19 января 1977 года в семье Нэнси и Роберта Дилейни. Он вырос в Марблхеде, Массачусетс. Он ирландского происхождения. Он учился в Школе искусств Тиш Нью-Йоркского университета и получил степень в области музыкального театра в 1999 году.

## Карьера

### Твиттер
Дилейни привлек внимание общественности через Твиттер, где он начал публиковать сообщения в 2009 году. К 2016 году у него было более 1,2 миллиона подписчиков. В то время как другие комики не решались делиться своими материалами в социальных сетях, он считается одним из первых комиков, которые использовали социальные сети для публикации шуток. Он отметил рост популярности ирландского комедийного сценариста Грэма Линехана после того, как Линехан начал отвечать на его твиты. В 2010 году журнал Paste назвал Дbлейни одним из 10 самых смешных людей в Твиттере. В мае 2012 года он стал первым комиком, получившим награду «Самый смешной человек в Твиттере» на церемонии The Comedy Awards.

### Писательство
Дилейни написал статьи для Vice и The Guardian. Его книга «Роб Делани: Мать. Жена. Сестра. Человек. Воин. Сокол. Измерительная линейка. Тюрбан. Капуста.» был опубликован Spiegel & Grau в ноябре 2013 года. Его мемуары «Сердце, которое работает» о потере его двух с половиной летнего сына Генри из-за рака мозга были опубликованы издательством Spiegel & Grau в 2022 году.

### Актёрство

#### Телевидение
В декабре 2011 года Comedy Central объявил, что Дилейни снимет пилотную серию развлекательного шоу под названием «@RobDelaney». Однако сериал не был принят. Вместо этого Дилейни стал соавтором сценария и получил одну из главных ролей вместе с Шэрон Хорган в телесериале «Катастрофа», который начал выходить в эфир в Великобритании 19 января 2015 года на канале Channel 4. Ситком рассказывает об их персонажах после того, как они встречаются после короткого романа, пока он находится в Великобритании по делам, а затем переезжает туда навсегда после того, как узнает, что она забеременела. Телесериал дебютировал в США на Amazon в июне 2015 года. Программа завершилась после четырех сезонов. Channel 4 показал заключительную серию 12 февраля 2019 года, а Amazon объявил дату выхода в США 15 марта того же года. Этот сериал принёс ему единственную номинацию на премию «Эмми» в категории «Лучший сценарий комедии».
После переезда в Великобританию в 2014 году Дилейни появлялся в нескольких британских панельных шоу, в том числе «У меня есть новости для вас», «Я бы солгал вам?», «8 из 10 кошек начинают обратный отсчет», «Большая толстая викторина года» и «Комната 101». В 2016 году он появился на шоу «Путешественник» в качестве приглашенного ведущего в испанском городе Севилья, а в марте 2021 года он был приглашенным диктором на программе «Ант и Дек: Готовая еда субботним вечером».

#### Фильмы
В фильме «Дэдпул 2» (2018) Дилейни сыграл Питера, обычного мужчину средних лет, не обладающего сверхспособностями и присоединившегося к «Силе Икс» Дэдпула. В рамках продвижения фильма на имя Питера был открыт аккаунт в Твиттере.
В течение 2019 года Делейни сыграла серию эпизодических ролей в голливудских блокбастерах. Он воссоединился с режиссером Дэвидом Литчем и актёром Дуэйном Джонсоном для фильма «Форсаж: Хоббс и Шоу», в котором он появился в роли агента Лоба. Он появился в роли театрального режиссера в комедийной драме Пола Фига «Рождество на двоих». Оба фильма заняли первое место в прокате Великобритании. Он также появился вместе с Энн Хэтэуэй в фильме «Отпетые мошенницы» в роли Тодда и в драме Fox News «Скандал» с Шарлиз Терон в главной роли. Он снялся в эпизодической роли Элвиса Пресли в музыкальном биографическом фильме Декстера Флетчера об Элтоне Джоне «Рокетмен», который был исключен из финальной версии. Также сообщалось, что он появится вместе с Рейнольдсом в фильме «Покемон. Детектив Пикачу». Однако в фильме он не появился. В сентябре 2019 года Дилейни получил роль в фильме «Хороший дом» вместе с Сигурни Уивер и Кевином Клайном.

## Личная жизнь
Дилейни проживает в Лондоне со своей женой Лией и с четверьмя их сыновьями. В феврале 2018 года Делейни сообщила, что их сын, которому два с половиной года, умер в предыдущем месяце, после того как с 2016 года он проходил комплексное лечение от опухоли головного мозга. Четвертый сын у пары родился в августе 2018 года. В 2020 году он писал о вазэктомии.
Дилейни публично поделился своим опытом борьбы с многочисленными проблемами со здоровьем, включая депрессию и алкоголизм. В 2002 году он потерял сознание за рулем и въехал в здание, принадлежащее Департаменту водоснабжения и энергетики Лос-Анджелеса. Он сломал левое запястье и правую руку, а оба колена раздробил до костей. Это побудило его бросить пить.
В 2018 году Делейни стал первым ведущим программы CBeebies «Сказки на ночь», рассказавшим историю на Макатоне, которую он использовал для общения со своим покойным сыном Генри.
В шоу Сары Кокс «Между обложками» Дилейни выбрал сборник рассказов Люси Берлин «Руководство для уборщиц» как одну из своих любимых книг.
Дилейни — атеист.

## Фильмография

### Фильмы
| Год  | Название                                 | Роль                         | Примечания      |
| ---- | ---------------------------------------- | ---------------------------- | --------------- |
| 2007 | Дикие девчонки исчезли                   | Мужчина со взбитыми сливками |                 |
| 2014 | Если твоя девушка — зомби                | ведущий новостей             |                 |
| 2018 | Дэдпул 2                                 | Питер                        |                 |
| 2019 | Отпетые мошенницы                        | Тодд                         |                 |
| 2019 | Рокетмен                                 | Элвис Пресли                 | удаленная сцена |
| 2019 | Форсаж: Хоббс и Шоу                      | агент Лоб                    |                 |
| 2019 | Рождество на двоих                       | директор театра              |                 |
| 2019 | Скандал                                  | Гил Норман                   |                 |
| 2021 | Том и Джерри                             | Генри Дюбро                  |                 |
| 2021 | Гнев человеческий                        | Блейк Холлс                  |                 |
| 2021 | Хороший дом                              | Питер Ньюболд                |                 |
| 2021 | Неисправимый Рон                         | Эндрю Моррис                 | озвучка         |
| 2021 | Один дома                                | Джефф Маккензи               |                 |
| 2022 | Пузырь                                   | Марти                        |                 |
| 2022 | Школа добра и зла                        | Стефан                       |                 |
| 2023 | Бесстрашные летуны                       | Ральф                        |                 |
| 2023 | Миссия невыполнима: Смертельная расплата | глава JSOC                   |                 |
| 2023 | Любовь с первого взгляда                 | Эндрю Салливан               |                 |
| 2024 | Аргайл: Супершпион                       | заместитель директора Пауэлл |                 |
| 2024 | Дэдпул и Росомаха                        | Питер                        |                 |

### Телевидение
| Год       | Название                                      | Роль                      | Примечания                                                              |
| --------- | --------------------------------------------- | ------------------------- | ----------------------------------------------------------------------- |
| 2009      | Кома, и точка.                                | Дэн Хамфорд               | 10 эпизодов                                                             |
| 2009      | Космонавты космического пространства          | командир Торт             | Эпизод: «Год назад»                                                     |
| 2010      | На этой неделе в комедии                      | в роли самого себя        | Эпизод: «Карен Килгарифф/Роб Дилейни»                                   |
| 2011      | TruTV представляет: Самый глупый в мире...    | в роли самого себя        | 6 эпизодов                                                              |
| 2012      | Кей и Пил                                     | различные                 | 3 эпизода                                                               |
| 2012      | Первые свидания с Тоби Харрисом               | Бред                      | Эпизод: «Бывшие девушки»                                                |
| 2013      | Роб Дилейни на концерте в бальном зале Bowery | в роли самого себя        | Специальное живое выступление на Netflix; также исполнительный продюсер |
| 2013      | Город хищниц                                  | гид                       | Эпизод: «Любовь будет путешествовать»                                   |
| 2013      | Жгучая любовь                                 | Кирк                      | 3 эпизода                                                               |
| 2014      | Шоу Майкла Джей Фокса                         | Клит Мэтьюз               | Эпизод: «Езда на велосипеде»                                            |
| 2015—2019 | Катастрофа                                    | Роб Норрис                | 24 серии; также соавтор, соавтор сценария, исполнительный продюсер      |
| 2016      | Путешественник                                | в роли самого себя        | Эпизод: «Севилья»                                                       |
| 2018      | Группа действий                               | Виктор                    | Эпизод: «Супер-мега-робот»                                              |
| 2018      | Траст                                         | Ленсинг                   | Эпизод: «Кодахром»                                                      |
| 2018      | Опасный Мышонок                               | Ночной рыцарь (озвучка)   | Эпизод: «Преступление, связанное с переходом на летнее время»           |
| 2018      | Битц и Боб                                    | Бевел (озвучка)           | 41 эпизод                                                               |
| 2021      | Ант и Дек: Готовая еда субботним вечером      | приглашенный гость        | 2 эпизода                                                               |
| 2021      | Великий север                                 | Брайн Тобин (озвучка)     | 2 эпизода                                                               |
| 2021      | Нет активности                                | Магнолия (озвучка)        | 2 эпизода                                                               |
| 2021      | Бёрдгёрл                                      | Брайан О’Брайен (озвучка) | 6 эпизодов                                                              |
| 2021      | Между обложками                               | в роли самого себя        | Эпизод № 2.2                                                            |
| 2021      | Фэрфакс                                       | Грант (озвучка)           | 4 эпизода                                                               |
| 2022      | Нейт всемогущий                               | Мартин Райт (озвучка)     | Главная роль                                                            |
| 2022      | Ант и Дек: Готовая еда субботним вечером      | Дьявол                    | Периодическая роль                                                      |
| 2022      | Человек, который упал на Землю                | Хач Флуд                  | Главная роль, 8 эпизодов                                                |
| 2023      | Сила                                          | Том                       | Периодическая роль                                                      |
| 2023      | Чёрное зеркало                                | Мак                       | Эпизод: «Ужасная Джоан»                                                 |
| 2023—2024 | Неуязвимый                                    | Нуолзот (озвучка)         | 3 эпизода                                                               |
| 2024      | Плохая обезьяна                               | Кристофер                 | Главная роль, предстоящий сериал                                        |